# In Fear and Faith
In Fear and Faith var en amerikansk musikgrupp (rockmusik) från San Diego i Kalifornien. Gruppen bildades 2006 och har skivkontrakt med Rise Records. De har givit ut tre studioalbum och tre EP. Deras fullängdsdebut, Your World on Fire, som gavs ut nästan ett år efter bandets signering med Rise under 2008, nådde plats nummer 193 på Billboards 200-topplista. Deras andra fullängdsalbum, Imperial, gavs ut året därpå och sålde ännu bättre än föregångaren, där det nådde plats nummer 4 på Billboards Top Heatseekers-lista i USA.
Bandet bildades ursprungligen med en sångare, Jarred DeArmas, som både sjöng rent och screamade. Efter att DeArmas hoppade av bandet 2007, valde bandet att använda sig av två sångare under flera år, där en sjöng de rena delarna medan den andra tog hand om de skrikiga delarna. I och med att bandet 2011 genomgick ett flertal uppsättningsändringar, övergavs detta system, och de återgick till att använda endast en sångare (Scott Barnes) som tog hand om båda delarna. Sedan har DeArmas återvänt till bandet, nu som basist. Han och bröderna Niroomand är bandets enda kvarstående grundande medlemmar.

## Historik

### Bildande ochVoyage(2006–2007)
In Fear and Faith bildades år 2006 av medlemmarna Davey Owens, Mehdi Niroomand, Tyler McElhaney, Jarred DeArmas, Michael Guy och Ramin Niroomand medan de gick på high school och fick sitt namn av Circa Survive-låten med samma namn. Bandet spelade in en självbetitlad demo senare samma år, som innehöll fyra spår.
Ett år efter inspelningen av demon blev Jarred DeArmas utsparkad ur bandet då medlemmarna sökte en sångare med ett högre röstläge. Vid den här tidpunkten var Tyler "Telle" Smith anlitad som bandets rena sångare, tillsammans med Cody Anderson som bandets skriksångare. Ett fåtal månader efter dessa modifieringar, ersatte de gitarristen Davey Owens med Noah Slifka medan keyboardisten Michael Guy lämnade bandet utan att de fick någon ersättare. Med denna uppsättning spelade de in sin första EP, Voyage och gav ut den på iTunes den 17 december 2007. EP:n, som möttes av mycket positiva reaktioner och uppnådde mer än 30 000 låtköp, uppmärksammades av Rise Records, som de skrev skivkontrakt med året därpå.

### Your World on Fire(2008–2009)
Tyler Smith, som skötte den rena sången, lämnade bandet i januari 2008 för att gå med i Greeley Estates som basist. Han ersattes av Scott Barnes och bandet spelade in sitt första album, Your World on Fire, den 6 januari 2009 på Rise Records. Det nådde plats 193 på Billboards 200-topplista. Albumets framgång ledde till att In Fear and Faith fick medverka på många turnéer och festivaler. De turnerade med band såsom Gwen Stacy, Our Last Night, Vanna, Emarosa, The Human Abstract, Life in Your Way, Burden of a Day, Lower Definition, Confide, VersaEmerge, Here I Come Falling, Broadway, In This Moment, Agraceful och Motionless in White.

### Imperial,Symphoniesoch medlemsändringar (2010–2011)
Den 19 december 2009 skrev bandet en uppdatering på sin Facebook-profil, där de angav att de skrev och spelade in ett nytt album under de kommande tre månaderna. I mitten av april blev bandet klara med albumet, efter att ha turnerat i Europa, och dess titel avslöjades vara Imperial. Den 12 maj släppte bandet tre nya låtar från albumet; "The Solitary Life", "Counselor" och "Bones" som strömmande media online innan det gavs ut. Den 15 juni 2010 gavs Imperial ut runt om i världen.
In Fear and Faith medverkade under hela 2010 års Vans Warped Tour, där de uppträdde på Skullcandy-scenen. Craig Owens från banden Chiodos och Destroy Rebuild Until God Shows medverkade som gästsångare under två av turnéns spelningar. In Fear and Faith deltog även i Band of Brothers Tour under hösten 2010 med We Came as Romans, Confide, Upon a Burning Body och Abandon All Ships.
Samtidigt som In Fear and Faith medverkade på  Attack Attack!:s "This Is a Family Tour", tvingades bandets skriksångare, Cody Anderson, att inte medverka av personliga skäl och hans position i gruppen ersattes av Bryan Zimmerman, tidigare i Sky Eats Airplane. Den 5 december 2010 tillkännagavs det att Anderson hade lämnat bandet helt och hållet. Anledningen till att lämnade förklarades aldrig. Med en tunnare uppsättning, tog bandet efter det lite ledigt från turnerande och spelade in en EP som innehöll symfoniska versioner av några av deras låtar. EP:n fick namnet Symphonies, och gavs ut den 3 maj 2011. Barnes performs both the clean and unclean vocals on the release. Men innan albumet hunnit släppas gjorde bandet ännu en gång förändringar i sin uppsättning. Både Tyler McElhaney och Noah Slifka lämnade bandet, och ersattes av Jarred DeArmas och Sean Bell. Bell hade tidigare anlitats som turnémedlem och kompgitarrist under This Is a Family-turnén, och DeArmas var ursprungligen bandets sångare under deras high school-år när han var 17, år 2006.

### Självbetitlat album (2011–2012)
I november bekräftade bandet att en ny skiva var på gång med förväntad utgivning under 2012, och det skulle bli det första albumet med DeArmas i bandet sedan demon från 2006. Albumets huvudsingel, betitlad "It All Comes Out (On the Way Down)", gjordes tillgänglig att lyssna på den 8 november 2011. En teasertrailer för albumet laddades upp online den 20 juni 2012. Den 29 juni 2012 släpptes en ny låt med titeln  "A Creeping Dose" på iTunes. Då låten släpptes, hade bandet precis påbörjat 2012 års "Scream It Like You Mean It"-turné (som varade mellan juli och augusti 2012). Bandet meddelade den 13 augusti att det nya albumet skulle släppas den 16 oktober 2012. Den 19 augusti avslöjades det att albumet skulle vara självbetitlat och att det skulle innehålla 12 låtar. Albumet In Fear and Faith släpptes som planerat den 16 oktober 2012. Sean Bell berättade även att David Stephens från We Came as Romans medverkade som sångare på låten "The Calm Before Reform".

## Musikstil och struktur
In Fear and Faith är i huvudsak ett post-harcore-band, med tydliga influenser av bland annat metal och electronica. Gruppen är huvudsakligen influerad av alternativ rock, emo, hardcore och heavy metal. Band såsom Circa Survive, At the Drive-In, Sick of It All, Sepultura och Pantera har nämnts vara deras största influenser. Musikjournalisten Andrew Leahy beskrev In Fear and Faiths sound som "a blend of furious instrumentation, electronic flourishes and screamo vocals".
In Fear and Faiths låtar är vanligtvis - genomsnittligen - 3 minuter långa, men deras mer välkända låtar "Live Love Die" och "The Taste of Regret" är över 4 minuter långa. Bandets låtskrivare har främst varit Ramin och Mehdi Nirromand, Tyler McElhaney och Scott Barnes.

## Bandmedlemmar
Senaste medlemmar
- Tyler McElhaney – basgitarr, bakgrundssång, sampling (2006–2011)
- Jarred DeArmas – sång (2006–2007), basgitarr (2011–2014), bakgrundssång (2011–2017), keyboard, piano (2013–2017)
- Cody "Duke"  Anderson – skriksång (2007–2010, 2014–2017)
- Noah Slifka – kompgitarr (2007–2011), sologitarr (2014–2017)
- Scott Barnes – sång (2010–2014), ren sång (2008–2017)
- Sean Bell – kompgitarr, bakgrundssång (2011–2017), sologitarr (2013–2014)
- Chase Whitney – trummor, percussion (2014–2017)

Tidigare medlemmar
- Mehdi Niroomand – trummor, slagverk (2006–2013)
- Ramin Niroomand – sologitarr (2006–2013), keyboard, piano (2008–2013)
- Michael Guy – keyboard, bakgrundssång (2006–2007)
- Davey Owens – kompgitarr (2006–2007)
- Tyler "Telle" Smith – ren sång, keyboard piano (2007–2008)

Tidslinje

## Diskografi
Studioalbum
| År              | Titel              | Skivbolag | Topplaceringar | Topplaceringar | Topplaceringar | Topplaceringar |
| År              | Titel              | Skivbolag | Top 200        | US Indie       | US Heat        | Hard Rock      |
| --------------- | ------------------ | --------- | -------------- | -------------- | -------------- | -------------- |
| 6 januari 2009  | Your World on Fire | Rise      | 193            | 23             | 8              | -              |
| 15 juni 2010    | Imperial           | Rise      | -              | 32             | 4              | 18             |
| 16 oktober 2012 | In Fear and Faith  | Rise      | 143            | 37             | 3              | 12             |

EP
- In Fear and Faith (2006, självutgiven)
- Voyage (2007, självutgiven)
- Symphonies (2011, Rise)

Övriga låtar
- "Bite the Bullet and Pray to God" (first demo of "Silence Is Screaming", recorded in 2006)
- "Words for Your Eulogy" (first demo of "The Taste of Regret", recorded in 2006)
- "Gangsta's Paradise" (Coolio feat. L.V.-cover, utgiven 2009)
- "The End" (demoversion, upplagd på MySpace 2009)
- "It All Comes Out (On the Way Down)" (singelversion, utgiven 2011)
- "Billie Jean" (Michael Jackson-cover, utgiven 2012 som en hyllning till den tredje årsdagen av hans död)[24]

## Videografi
- "Live Love Die" (Voyage, 2008)
- "Your World on Fire" (Your World on Fire, 2009)
- "The Road to Hell Is Paved with Good Intentions" (Your World on Fire, 2009)
- "Bones" (Imperial, 2010)
- "Counselor" (Imperial, 2011)